# Степанково (Вологодская область)
Степанково — деревня в Череповецком районе Вологодской области.
Входит в состав Николо-Раменского сельского поселения, с точки зрения административно-территориального деления — в Николо-Раменский сельсовет.
Расстояние по автодороге до районного центра Череповца — 97 км, до центра муниципального образования Николо-Раменья — 17 км. Ближайшие населённые пункты — Трофанково, Хмелина, Давыдово.
По переписи 2002 года население — 19 человек.